# Бобовнянский сельсовет
Бобовнянский сельсовет — административная единица на территории Копыльского района Минской области Белоруссии. Административный центр — деревня Бобовня.

## История
Создан 20 августа 1924 года в составе Копыльского района Слуцкой округи.
8 июня 2016 года в состав сельсовета переданы агрогородок Песочное, посёлки Гончаровка и Малиновка, деревни Велешено-1, Калиновка 2, Луговая, Шамы, которые до этого входили в состав Слобода-Кучинского сельсовета.

## Состав
Бобовнянский сельсовет включает 32 населённых пункта:
- Бобовня — деревня.
- Велешино-1 — деревня.
- Веселый — посёлок.
- Выня — деревня.
- Гончаровка — посёлок.
- Думичи — деревня.
- Заболотье — посёлок.
- Залесье — посёлок.
- Зарудное — деревня.
- Застебье — деревня.
- Калиновка 2 (РСУП «С-з Луч») — деревня.
- Калюга — посёлок.
- Клетище — посёлок.
- Колосовщина — деревня.
- Лавы — деревня.
- Ленино — посёлок.
- Лесное — агрогородок.
- Летковщина — деревня.
- Лотвины — деревня.
- Луговая — деревня.
- Малиновка — посёлок.
- Новая Гута — посёлок.
- Новосёлки — деревня.
- Песочное — агрогородок.
- Рымаши — деревня.
- Рудники — деревня.
- Руднички — посёлок.
- Старая Гута — деревня.
- Телядовичи — деревня.
- Цагельня — посёлок.
- Шамы — деревня.
- Язвины — деревня.

## Культура
- В деревне Велешино-1 расположен Музей этнографии и быта конца ХІХ — начала XX веков[3] - филиал Копыльского районного краеведческого музея
- Краеведческий музей «Спадчына» ГУО «Лесновская средняя школа» в аг. Лесное
- Историко-краеведческий музей «Краязнаўчы» ГУО «Песочанская базовая школа» в аг. Песочное